# 118 (连续剧)
《118》，另名為《要要發》，是新傳媒電視於傍晚時段撥出的半小時節目，描述長壽社會的寫實劇。本剧以一間中峇鲁的咖啡店為背景，用輕鬆的方式點出你我關切的民生議題。演员阵容聚集了资深艺人，当红偶像和新人包括周初明、潘玲玲、陈汉玮、陈天文、周崇庆、苏智诚、雅慧、曾诗梅、徐彬、姚懿珊、洪凌和沈惠怡等。
2014年9月正式开拍，采取边拍边修改边播的方式，允許观众提出想法給電視節目，部分观众的故事会被纳入後續的故事編輯。导演鼓勵观众提供故事点子，致电63503118留言分享。
此剧集数最初雖定为190集，但因反應熱烈，於2015年2月7日，在LOVE 97.2最爱频道《喜气羊羊庆团圆2015》的活动中，宣布加拍80集（即加至270集）。目前已确认此剧将加長65集（即加至255集）。

## 播出時間

### 首播
| 頻道         | 所在地   | 播映日期                         | 播出時間              | 備註     |
| ------------ | -------- | -------------------------------- | --------------------- | -------- |
| 新傳媒8頻道  | 新加坡   | 2014年10月20日起至 2015年3月20日 | 星期一至五19:30-20:00 |          |
| Astro AEC    | 马来西亚 | 2014年11月3日起                  | 星期一至五15:30-16:00 | 同步播出 |
| Astro AEC HD | 马来西亚 | 2014年11月17日起                 | 星期一至五15:30-16:00 | 同步播出 |
| 新傳媒8頻道  | 新加坡   | 2015年3月30日起                  | 星期一至五19:30-20:00 |          |
| ntv7         | 马来西亚 | 2016年1月5日起                   | 星期一至四18:00-19:00 | 两集连播 |

### 重播
| 頻道         | 所在地   | 播映日期                       | 播出時間              | 備註       |
| ------------ | -------- | ------------------------------ | --------------------- | ---------- |
| 新傳媒8頻道  | 新加坡   | 2014年10月21日至 2015年3月23日 | 星期一至五07:30-08:00 | 不显示字幕 |
| Astro AEC    | 马来西亚 | 2014年11月4日起                | 星期一至五08:30-09:00 | 同步播出   |
| Astro AEC HD | 马来西亚 | 2014年11月18日起               | 星期一至五08:30-09:00 | 同步播出   |
| 新傳媒8頻道  | 新加坡   | 2015年3月31日                  | 星期一至五07:30-08:00 | 不显示字幕 |
| 新傳媒8頻道  | 新加坡   | 2015年4月1日起                 | 星期一至五09:30-10:00 |            |

## 内容
中峇鲁—新加坡一个新旧交织，传统与现代互放异彩的小社区。故事就发生在这里。
洪达明（周初明饰演）是一个积极的和慷慨的人。由于他的咖啡馆和门牌号码都是“118”，他周围的人给了他的“118”的绰号（或要要发），这让他欣喜不已。连同他的妻子，刘媚媚（潘玲玲饰演），他让生活运行的咖啡店，并闻名于峇鲁。每当有人需要，他们通常会寻求达明的帮助。
他的家人住在3房式组屋，建于战前岁月，下面的咖啡厅。他有4个孩子，2个是亲生的，另2个是领养（实际上是已故的兄弟）的，孩子们都叫王顺风（周崇庆饰演）、洪金枝（雅慧饰演）、洪顺水（徐彬饰演）、王玉叶（洪凌饰演）（顺风顺水，金枝玉叶）。金枝、顺水是他自己的孩子，而顺风、玉叶是他已故好友的孩子。金枝是张没友和刘媚媚的亲生孩子。洪达明只是金枝的养父。
这6人都住在三房式组屋，但他还租了一个房间给“阿娘”李伟良（陈汉玮饰演），一个中年男子。伟良在法国学习时装设计，但情况使他简单地运行在118的咖啡店摆摊，卖粽子，这些配方都是他的母亲传下来的。伟良不是唯一一个租客，还有刘媚媚的姐姐：刘洁洁（刘玲玲饰演）和她的家人，因为她老公张天成（陈天文饰演）生意失败所以寄人篱下。洪达明的妹妹：洪姗姗（沈惠怡饰演）和她的女儿Viveka（孙艺恩饰演），因为她老公神秘兮兮地失踪。达明善良的本性，觉得他们一定是来找他，因为他们对他束手无策。他宁愿腾出空间给他们通过让自己的儿子睡在客厅，也不想让他们离开无情。
因此，这个故事与此无数生活在同一屋檐下，并挂在118咖啡馆，那里有很多戏剧性的个性展现。“118”是个凡事豁达、无所谓的人，心想若非走投无路，谁愿意寄人篱下？他宁可自己睡到咖啡店，让两个男孩当“厅长”，也不下逐客令。于是，大家“济济一堂”，“118”所住的“118”屋子和“118”咖啡店，遂发生了一起又一起的好事、坏事、趣事、糗事、怪事、妙事……
《118》把新加坡人好的一面：热情、实在、关怀、坚强、重视亲情、和睦共处、居安思危、求同存异…呈现出来；也把不好的一面：自私、冷漠、排外、挑剔、安逸、小心眼、吃不了苦…摊开在大家面前。通过戏剧，让大家看清自己的优点和缺点，有则改之，无则加勉。

## 演員表

### 洪家（洪达明）
| 演員   | 角色   | 關係／職位 | 暱稱                                                               | 登场集数 |
| 周初明 | 洪达明 | “118”咖啡店店主 刘媚媚之夫 洪姗姗之兄 洪顺水之父 王顺风、王玉叶之养父 洪金枝之继父 李伟良、刘洁洁、洪姗姗之房东 Viveka、Vivian之干父 刘洁洁之妹夫 邻里守望小组之助理联络官员 童年時期由梁其诚饰演 少年時期由徐彬饰演                  | 118 / 发哥 Lobang King                                             | 1集～15集 17集 19集～28集 30集～38集 41集～44集 46集～50集 52集～55集 58集～61集 63集～68集 70集～74集 76集～80集 82集 84集～94集 96集～                                                                                    |
| 潘玲玲 | 刘媚媚 | “118”咖啡店老板娘 前歌台歌手，Ang Mo Kio姐妹花成员 洪达明之妻 刘洁洁之妹、歌台搭档 洪金枝、洪顺水之母 王顺风、王玉叶之养母 Viveka、Vivian之干母 洪姗姗之大嫂 李伟良、刘洁洁、洪姗姗之女房东 童年時期由黄诗晴饰演 少年時期由符芳榕饰演 | 小Ang Mo Kio 发嫂 / 明嫂                                           | 1集～36集 38集～39集 41集～48集 58集～61集 63集～68集 70集～74集 76集～82集 84集～94集 96集～ |
| 周崇庆 | 王顺风 | “118”咖啡店咖啡仔 王福弟、王妻之子 王福海之侄子 王玉叶之兄 洪达明、刘媚媚之养子 洪金枝、洪顺水之养兄 陈美珍之前男友、同班同学, 最终复合 张家宝之情敌 钟情陈美珍，被其利用 童年時期由杨峻毅饰演                                        |                                                                    | 1集～6集 8集 10集～23集 25集～36集 38集 41集～45集 47集～50集 52集～60集 62集～66集 68集～79集 81集～82集 84集～ |
| 雅 慧  | 洪金枝 | “118”咖啡店云吞面摊主 张没友、刘媚媚之女 洪顺水同母异父之姐 张振辉之表姐 洪达明之继女 王顺风之养妹 王玉叶之养姐 李志浩之女友 张家宝之钟情对象、青梅竹马 Carol 之好友、前情敌 王玉叶、陈美珍之前情敌 钟情李志浩                        | 恰恰好 (李志浩)                                                    | 1集～18集 20集～32集 34集～36集 38集～39集 41集～45集 47集～68集 70集～78集 80集～ |
| 徐 彬  | 洪顺水 | 房屋经纪 洪达明、刘媚媚之子 洪金枝同母异父之弟 张振辉之表兄、死敌 王顺风之养弟 王玉叶之养兄 张振辉之表哥 张可爱之男友 Simon、Clinton与Eric之前情敌 钟情张可爱(欢喜冤家) 曾钟情Ada、张可可                                             | 小Lobang King 小118 Simon (自称洋名) Water (Ada) 生人勿近 (张可爱) | 1集～3集 6集～8集 10集～16集 20集～22集 25集～27集 32集～36集 38集～41集 44集～45集 47集～48集 50集～51集 54集～59集 62集～64集 68集～69集 71集～72集 75集 77集 79集 82集～84集 86集～93集 96集～100集 103集～107集 109集～ |
| 洪 凌  | 王玉叶 | 理工学院毕业生 / 艺人 王福弟、王妻之女 王福海之侄女 王顺风之妹 洪达明、刘媚媚之养女 洪金枝、洪顺水之养妹 张振辉之死敌, 后和好且成为其女友 曾暗恋李志浩 洪金枝之前情敌                                                                 | Julie (洋名) 恰妹妹 (李志浩)                                       | 1集～3集 6集～7集 10集～16集 20集～22集 24集～26集 30集～32集 36集～38集 41集～42集 45集 47集～48集 50集 52集～58集 63集～66集 68集 71集～73集 76集 81集～82集 89集～106集 108集～                                          |

### 张家
| 演员   | 角色   | 关系／职位 | 昵称                                                | 登场集数 |
| 陈天文 | 张天成 | “119 Pizza”店主 刘洁洁之夫 张可可、张振辉、张可爱之父 洪达明、刘媚媚之前房客 家惠之前夫 李伟良之前死敌                                                                                  | Beckham (假洋名）                                   | 4集～5集 8集～15集 18集 20集～21集 23集 28集 30集 33集～34集 37集 40集 44集 46集 48集～58集 61集～64集 67集～70集 72集～76集 80集 82集～85集 87集 90集～92集 94集 99集～103集 105集～106集 108集 110集～ |
| 刘玲玲 | 刘洁洁 | “119 Pizza”店主，歌台歌手，Ang Mo Kio姐妹花成员 张天成之妻 刘媚媚之姐、歌台搭档 张振辉之母 洪达明、刘媚媚之房客 张可爱之歌台搭档 童年時期由黄嘉琪饰演 少年時期由王莉榕 (Leron Heng)饰演 | 大Ang Mo Kio 来自衰星的你 (张天成) Jiejie Liu (Ken) | 4集～5集 8集～14集 18集 20集～22集 28集 30集 33集～34集 37集 39集 44集 47集～59集 61集～64集 67集～73集 75集 80集 83集～85集 87集 90集～92集 94集 99集～102集 105集～106集 108集                         |
| 姚懿珊 | 张可可 | 房屋经纪 张天成、家惠之女 张振辉、张可爱同父异母之姐 Clinton之前未婚妻 洪顺水之导师、前钟情对象 Ada、张可爱之前情敌                                                                     | 美女老师 (洪顺水) (前期称呼) 巧克力 (Ada)           | 8集～11集 18集 23集～24集 39集～40集 44集 47集～48集 51集 54集～57集 62集 67集～69集 83集～84集 86集 91集 93集 100集 102集～103集 106集 110集                                                            |
| 张钧淯 | 张振辉 | 私人大学学生 张天成、刘洁洁之子 张可可同父异母之弟 张可爱同父异母之兄 洪金枝、洪顺水之表弟 王玉叶之男友 Vivian之好友 Eve之前男友 洪顺水、王玉叶之前死敌 曾钟情Vivian                    | Tommy (自称洋名)                                    | 8集～14集 18集 20集～22集 28集～30集 44集 47集 49集～51集 54集 64集 67集 73集 79集～80集 82集 84集～85集 87集 90集 94集 97集 100集～101集 105集～106集 108集～                                           |
| 黄思恬 | 张可爱 | 高中毕业生，歌台歌手，前酒店小姐 张天成、阿娥之女 张可可、张振辉同父异母之妹 洪顺水之女友 Ada之好友 Eric 之前女友 Ada、张可可之前情敌 林志高之前房客 刘洁洁之前歌台搭档 钟情洪顺水      | 天下无双 (洪顺水) 鸡屎 (Ada) 可爱鸡屎 (Ada)         | 50集～52集 54集 58集～59集 62集～65集 71集～72集 75集 79集 81集～84集 86集～87集 90集～93集 95集～101集 106集～                                                                                          |

### 洪家（洪姗姗）
| 演員   | 角色   | 關係／職位 | 暱稱                                                            | 登场集数 |
| 沈琳宸 | 洪姗姗 | 名模，制陶家，“步步高米粉面”之前助手 洪达明之妹 洪达明、刘媚媚之房客 李伟良之钟情对象, 后为其女友 Alex Lee之前女友 Viveka之前继母 林志高之前钟情对象 喜欢李伟良 曾钟情 Alex Lee | 小榴莲 (林志高) 姗姗姐姐 (Viveka) King Kong (李伟良) (前期称呼) | 18集～20集 22集～26集 29集 32集 34集 36集～37集 41集～43集 46集～50集 53集～54集 56集～57集 60集～62集 65集～68集 70集 76集～77集 81集～82集 84集～93集 95集～96集 98集 102集 104集～ |
| 孙艺恩 | Viveka | Alex Lee之女 洪姗姗之前继女 洪达明、刘媚媚之干女儿 李伟良之前同屋 李伟良、林志高之前死敌 自闭症患者                                                                             | 狗大便 (李伟良) (前期称呼)                                      | 9集～10集 12集～26集 29集 32集 34集 36集 41集～43集 46集～50集 53集～54集 57集 61集～62集 68集 70集 76集 82集 85集～86集 90集～91集 93集 96集 98集 102集 105集 109集～                |

### 林家
| 演員   | 角色   | 關係／職位 | 暱稱                                       | 登场集数 |
| 蔡平开 | 二 姑  | 林志高之母 谢丽美之婆婆 肾脏病患者 Carrie之继祖母                                                                          |                                            | 17集 29集 37集 42集 46集 53集 64集 82集 87集～88集 90集～91集 95集 107集 109集～                                                                                       |
| 苏智诚 | 林志高 | 德士司机，“步步高米粉面”摊主 谢丽美之夫 二姑之子 洪达明之好友 李伟良之前情敌 Ada, 张可爱之前房东 曾钟情洪姗姗 Carrie之继父 |                                            | 17集～20集 22集～23集 29集 37集 42集～43集 46集～47集 53集 56集～60集 64集～66集 68集 70集 76集～77集 81集～82集 84集～85集 87集～93集 95集 102集 104集～107集 109集～ |
| 有 懿  | 谢丽美 | 烂赌鬼 林志高之妻 隐瞒有女儿事实 Carrie之母                                                                                | May Chia （模特儿）（自称洋名） (前期称呼) | 127集 130集～255集 |

### 李家（李承锋）
| 演員   | 角色               | 關係／職位                                                | 暱稱                       | 登场集数                                                                            |
| 李健汉 | James              | Clinton、Ella之父 Albert之岳父 Rose之前夫                 |                            | 103集                                                                               |
| 朱玉叶 | Rose               | Clinton、Ella之母 Albert之岳母 James之前妻                |                            | 24集 48集 67～68集 91集 103集                                                       |
| 張振寰 | Clinton （李承锋） | 会计师 James、Rose之子 Ella之兄 有第三者 张可可之前未婚夫 | 克林顿 (张天成) (前期称呼) | 18集 23～24集 40集 44集 47集 51集 55～57集 68集 75集 77集 86集 91集 102-103集 106集 |
| 孙欣佩 | Ella               | Albert之妻 James、Rose之女 Clinton之妹                    |                            | 24集 40集 48集 55集 67～68集 75集 77集 91集 103集                                   |
| 柯迪宏 | Albert             | Ella之夫 James、Rose之女婿 Clinton之妹夫                  |                            | 91集 103集                                                                          |

### 李家（李志浩）
| 演員   | 角色   | 關係／職位 | 暱稱                      | 登场集数       |
| 莫健发 | 李昆诚 | 李志浩之父 于第145集逝世 |                           | 71集           |
| 陈慧慧 | 黄 枚  | 李昆诚之三姨太 李志浩之母 |                           | 31集 33集 71集 |
| 李家慶 | 李志浩 | “119 Pizza”前员工 原洋名为Richard Lee，哥伦比亚大学毕业生 李昆诚、黄枚之子 洪金枝之男友 张家宝之情敌 王玉叶之前暗恋对象，第95集拒绝王玉叶 钟情洪金枝 | 臭小子 Bruce Lee (假洋名) |                |

### 陈家
| 演員   | 角色   | 關係／職位                                                                              | 暱稱 | 登场集数 |
| 陈天祥 | 陈 伯  | 洪达明之老邻居 杂货店店主 陈美珍之祖父                                                  |      |          |
| 马艺瑄 | 陈美珍 | 心机女 陈伯之孙女 利用王顺风 王顺风之女友、前同班同学 曾喜欢张家宝 童年時期由黄颖恩饰演 | 阿珍 |          |

### 其他演员
| 演員   | 角色          | 關係／職位 | 暱稱                                                                               | 登场集数                                                          |
| 陈汉玮 | 李伟良        | 著名设计师，前“118”咖啡店阿娘肉粽摊主 洪达明、刘媚媚之房客、好友 洪姗姗之女友，同屋 张天成之前死敌 唐思嘉之前情人 Max Chan之前情敌 曾钟情唐思嘉 少年時期由吴俊辉饰演                                                                  | 阿娘 / 阿良 粽子娘 Uncle娘 娘娘腔 (张天成) Alex Lee (自称洋名) 老妖怪 (Viveka)     |                                                                   |
| 黎沸挥 | 张没友        | 前歌台歌手，前“119 Pizza”助手 原名李明发 鸡蛋婆之子 洪金枝之父 刘媚媚之前情人 少年时期由潘嗣敬饰演 第13集被神秘男抢劫，因头部撞伤而导致失忆 第90集恢复记忆                                                                            | 曹国辉 (王顺风) 不孝子 (鸡蛋婆) 我是好人 (失忆时自称名) 李南星 (王顺风) (45集称呼) |                                                                   |
| 叶世品 | Steven        | 超级市场货仓员工 陈国强之父 洪达明之老邻居、好友 肾脏病患者 | Uncle Steven                                                                       |                                                                   |
| 王樂妍 | Ada （周 敏） | 富商千金 Simon之妻，被Simon欺压 洪顺水之前钟情对象 张可爱之前情敌 林志高之前房客 张可爱之好友 钟情洪顺水 于第35集被龙哥绑架，龙哥被捕之后Simon带她回国 於第77集回返新加坡 于第79集脱离Simon 最后决定回到 Simon身边，主要保护118一家人 | 刘太太 (Simon保镖) 敏儿                                                            |                                                                   |
| 曾诗梅 | 唐思嘉        | Max Chan之妻 Glory之母 李伟良之前情人、钟情对象 Jane之情敌 少年時期由Vainy Sansai饰演 | 大眼妹                                                                             |                                                                   |
| 穆 青  | 徐 珍         | 来自中国的外来移民 王顺风之前钟情对象 於第32集当妓女 于第36集被遣送回国 | 阿珍 珍妮                                                                          |                                                                   |
| 王昱青 | 段阿直        | 刘洁洁之忠实粉丝 张振辉之老板 少年時期由黄业伦饰演 | 阿直先生 阿直阿歪 (张天成) AJ (阿直员工)                                           | 20集 33集 44集 62集～63集 68集～69集 90集 92集 105集 111集～113集 |
| Ramesh | Vas           | “118”顾客 新加坡公民 邻里守望小组之联络官员 联络所心肺复苏术课主办者 | Mr Vas                                                                             | 26集～27集 38集 43集 71集 90集～91集                              |
| 王智国 | Max Chan      | 律师 唐思嘉之夫 Glory之父 Jane之上司、情夫 李伟良之情敌 | 没Chance (李伟良)                                                                  |                                                                   |
| 张汶祥 | 王福海        | 王福弟之弟 王顺风、王玉叶之小叔 于第37～38集与洪达明交锋，后以和好结局收场，回返泰国 |                                                                                    | 31集～33集 37集～38集                                             |
| 邱胜扬 | 邱胜扬        | 958城市频道广播员 “118”顾客 志愿特殊警察人员 | 大老爷 邱老爷                                                                      |                                                                   |
| 陈祎伦 | Simon刘       | 富商 Ada之夫，欺压Ada 洪顺水之情敌 | 赛门先生 (洪达明)                                                                  |                                                                   |
| 王冠逸 | 张家宝        | “118”顾客，厕所维修人员 洪金枝之青梅竹马 陈美珍之前钟情对象 李志浩之情敌 Bobby之好友 钟情洪金枝 | 小宝                                                                               |                                                                   |
| 易 凌  | 苏 珊         | Vivian之母 洪达明、刘媚媚之友 刘媚媚之前歌台对手 于第60集回返美国 | Susan                                                                              | 53集 59集～60集                                                   |
| 胡佳嬑 | Vivian        | 苏珊之女 洪达明之干女儿 王顺风、洪金枝之干妹 于第60集回返美国 于第149集回返新加坡 |                                                                                    | 53集 59集～60集 149集～199集                                      |
| 卢乐慈 | Glory         | Max Chan、唐思嘉之女 |                                                                                    | 67集 87集                                                         |

### 中峇鲁市场 / 熟食中心
| 演員   | 角色   | 關係／職位                                    | 暱稱              | 登场集数 |
| 洪大目 | 鸡蛋婆 | 鸡蛋店店主 张没友之母 建国一代成员            |                   |          |
| 许晋鸣 | 七公子 | 鱼摊摊主                                      |                   |          |
| 郑逸钦 | 菜心叔 | 蔬菜摊摊主                                    |                   |          |
| 翁慧霖 | 花 姐  | 前花店店主，受阿隆威胁而在第59集关闭 阿威之母 |                   |          |
| 蔡韵君 | 水果嫂 | 水果摊摊主                                    | Auntie Amy (小惠) |          |
| 唐绍炜 | 阿 清  | 熟食中心之清洁员工 来自中国的移民员工         |                   |          |
| 何 滨  | 包 嫂  | 熟食中心包店摊主                              |                   |          |

### 客串演出
| 演員     | 角色     | 關係／職位                                                        | 暱稱             | 登场集数                   |
| 陈美龄   | 达明母亲 | 洪达明已故母亲                                                    |                  | 1集                        |
| 林绍凯   | Albert   | Steven所介绍的房屋经纪                                            |                  | 3集                        |
| 郑荣铭   | Peter    | 汽车经纪 洪顺水之友                                               |                  | 7集 71集～72集             |
| 郭雅长   | 神秘男   | 被派除掉李志浩的攻击者 第13集抢劫张没友，导致张没友头部撞伤而失忆 |                  | 13集 82集～84集 88集～89集 |
| 陈宗华   | 阿 洪    | 歌台台主                                                          |                  | 14集 20集 33集 62集 75集   |
| 郑荔分   | 郑荔分   | 歌台主持人                                                        |                  | 14集 20集 33集 62集        |
| 郭锦荣   | 大只佬   | 呼叫林志高德士，却被拒绝                                          |                  | 18集                       |
| 郑淑莹   | 年轻女人 | 林志高之德士乘客 往万里火化厂，孝顺母亲                           |                  | 18集                       |
| 郑惠玉   | 郑惠玉   | 新传媒艺人 林志高之德士乘客 因洪姗姗来电而没被送一程              |                  | 18集                       |
| 翁兴昂   | Alex Lee | 艺术家 Viveka之父 洪姗姗之前男友，已找到新欢                      | Samurai (林志高) | 18集～19集 37集 96集       |
| 琦 琦    | 安 安    | 歌台表演者                                                        |                  |                            |
| 廖永毅   | 流 氓    | 在芽笼的流氓，带王顺风去见“阿珍”                                  |                  | 25集                       |
| 方进平   | 陈国强   | Steven之长子                                                      | 阿强             | 28集 89集                  |
| 高慧珊   | Eve      | 张振辉之女友                                                      |                  |                            |
| 洪子惠   | Jane     | Max Chan之下属、情妇 唐思嘉之情敌                                 |                  |                            |
| 陈佳慧   | Isabel   | 李家（李志浩）下属                                                |                  | 31集 33集 95集             |
| 王俊雄   | 王福弟   | 王福海之兄 洪达明之好友 王顺风、王玉叶之父 20年前在车祸中丧命     |                  | 31集 38集                  |
| 锦 儿    | 王 妻    | 王福弟之妻 王顺风、王玉叶之母 20年前在车祸中丧命                  |                  | 31集 38集                  |
| 黑 龙    | 龙 哥    | 阿珍老板，绑架Ada 第36集被警方逮捕                                |                  | 35集                       |
| 陈愫敏   | 女职员   | 二姑看诊时的诊所女职员                                            |                  | 37集                       |
| 张佩芳   | 妇女甲   | 熟食中心食客，被张没友骚扰                                        |                  | 39集                       |
| 林素君   | 妇女乙   | 熟食中心食客，被张没友骚扰                                        |                  | 39集                       |
| 庄义川   | 男 子    | 想揍张没友的男子，被李志浩阻止                                    |                  | 39集                       |
| 陈湘榕   | Lisa     | 健身房教练 Clinton之友                                            |                  | 40集                       |
| 杨迪嘉   | 小 惠    | 幼稚园老师 王顺风之相亲对象 水果嫂之姨妈之表妹之女                |                  | 45集 55集                  |
| 巫许玛莉 | 巫许玛莉 | 958城市频道广播员 餐厅顾客 《九层糕》、《情来运转》之演员         |                  | 45集                       |

## 電視劇歌曲
| 曲別               | 歌曲                                     | 歌词                         | 作曲                 | 编曲   | 演唱者 | 制作人        |
| 主题曲             | 够力够力                                 | 梁志强                       | 邓碧源               | 邓碧源 | 梁志强（原唱者） 梁志强、周初明、周崇庆、徐彬（此剧主唱）                                                              | 麦如丽 袁树伟 |
| 插曲 1             | 118                                      | 乐声                         | 郑凯华               | 郑凯华 | 周初明、陈汉玮、苏智诚、周崇庆、雅慧、徐彬、姚懿珊、刘玲玲、潘玲玲                                                     | 麦如丽        |
| 插曲 2             | 重来                                     | 乐声                         | 邓碧源               | 邓碧源 | 苏智诚（原唱者） 周初明（吉他版）                                                                                      | 麦如丽        |
| 插曲 3             | 最美的旅行                               | 乐声                         | 郑凯华               | 郑凯华 | 魏妙如 | 麦如丽        |
| 插曲 4             | 明信片                                   | 乐声                         | 邓碧源               | 邓碧源 | 吴惠冰（女版本） | 麦如丽        |
| 歌曲               | 光辉岁月                                 | 黄家驹                       | 黄家驹               |        | 邓碧源（此剧主唱） 周初明（吉他版）                                                                                    |               |
| 歌曲               | 你知道我的迷惘                           | 劉卓輝                       | 黄家驹               |        | 周初明（吉他版兼此剧主唱）                                                                                             |               |
| 歌曲               | 喜欢你                                   | 梁文福                       | 梁文福               |        | 陈洁仪（原唱者） 周初明（第1集主唱） 周崇庆（顺风版本） 黄思恬（可爱版本）                                             |               |
| 歌曲               | 关怀方式                                 | 胡文龙                       | 随安                 |        | 陈汉玮、蔡礼莲（原唱者兼此剧主唱）                                                                                     |               |
| 歌曲               | 爱的路上千万里                           | 孙仪                         | 刘家昌               | 邓碧源 | 黄诗晴、黄嘉琪（童年Ang Mo Kio姐妹花版本） 吴惠冰、魏妙如（少年Ang Mo Kio姐妹花版本） 刘玲玲、黄思恬（洁洁和可爱版本） | 麦如丽        |
| 歌曲               | 等你等到我心痛                           | 黎沸揮                       | 黎沸揮               |        | 黎沸揮（原唱者兼此剧主唱）                                                                                             |               |
| 歌曲               | 情非得已                                 | 张国祥                       | 汤小康               |        | 徐彬（Unplug男版） 姚懿珊（Unplug女版） 黄思恬（可爱版本）                                                             |               |
| 歌曲（第71～72集） | 夜来香                                   | 姚敏                         | 李雋青               |        | 刘玲玲、黄思恬（洁洁和可爱版本）                                                                                       |               |
| 歌曲               | 我的心里没有他 原名：Historia de un Amor | Carlos Eleta Almaran、陳蝶衣 | Carlos Eleta Almaran |        | 琦琦（安安版本） |               |
| 歌曲               | 情人的眼泪                               | 姚敏                         | 陳蝶衣               |        | 潘秀琼（原唱者） 刘玲玲（此剧主唱）                                                                                    |               |
| 歌曲（第32集）     | 城里的月光                               | 陈佳明                       | 陈佳明               |        | 许美静（原唱者） |               |
| 歌曲               | 你是我的唯一                             | 邢增华                       | 巫启贤               |        | |               |
| 贺岁曲（第90集）   | 贺新年                                   | 严折西                       | 李厚襄               |        | 118全剧女生合唱 |               |
| 贺岁曲（第90集）   | 恭喜恭喜                                 | 陈歌辛                       | 陈歌辛               |        | 118全剧男生合唱 |               |
| 贺岁曲（第90集）   | 春风吻上我的脸                           | 陳蝶衣                       | 姚敏                 |        | 118全剧女生合唱 |               |
| 贺岁曲（第90集）   | 财神到                                   | 黄仁清                       | 黄仁清               |        | 118全剧男生合唱 |               |

## 118 Kopi Talk
新加坡网络频道xinmsn和Toggle，2014年10月24日起每期上载两集，2015年1月15日起则每期上载三集，新传媒8频道（SD / HD）于无固定时间随机播出。
| 集数 | 网络上载日期   | 题目                           | 故事主人翁                                             |
| ---- | -------------- | ------------------------------ | ------------------------------------------------------ |
| 01   | 2014年10月24日 | 博客女星驾到                   | 李伟良、王顺风、Dawn Yang                              |
| 02   | 2014年10月24日 | 手机先吃                       | 李伟良、王顺风、洪金枝                                 |
| 03   | 2014年10月31日 | 忍忍忍!                        | 王顺风、李伟良、张天成、洪顺水                         |
| 04   | 2014年10月31日 | 相亲男女1                      | 洪金枝、刘媚媚、王顺风、王玉叶                         |
| 05   | 2014年11月7日  | 专业...                        | 王玉叶、洪金枝、Dawn Yang                              |
| 06   | 2014年11月7日  | SELFIE = SELF DIESEASE         | 王玉叶、洪顺水                                         |
| 07   | 2014年11月13日 | 人间有温情                     | 王顺风、花姐、鸡蛋婆                                   |
| 08   | 2014年11月13日 | 省钱大作战                     | 林志高、李伟良、洪姗姗                                 |
| 09   | 2014年11月20日 | 雾"锁"南洋                     | 洪金枝、洪顺水                                         |
| 10   | 2014年11月20日 | 看房子1                        | 洪顺水                                                 |
| 11   | 2014年11月27日 | 急"死"人                       | 洪姗姗、王玉叶、Viveka                                 |
| 12   | 2014年11月27日 | 全民狗仔                       | 洪顺水、王玉叶、张没友、洪达明                         |
| 13   | 2014年12月4日  | MRT MRT MRT...                 | 洪顺水、王顺风、洪金枝、Vas                            |
| 14   | 2014年12月4日  | 看房子2                        | 洪顺水                                                 |
| 15   | 2014年12月11日 | TAXI DRIVER最怕什么？1         | 林志高                                                 |
| 16   | 2014年12月11日 | 成名的代价                     | 王玉叶、刘媚媚、洪金枝                                 |
| 17   | 2014年12月18日 | 接班人                         | 洪顺水、洪金枝、王玉叶、刘媚媚                         |
| 18   | 2014年12月18日 | 相亲男女2                      | 王顺风、洪金枝、刘媚媚                                 |
| 19   | 2014年12月25日 | 圣诞礼物                       | 王顺风、洪顺水、王玉叶、张天成、Viveka                 |
| 20   | 2014年12月25日 | 从天而降的圣诞礼物             | 王顺风、洪金枝                                         |
| 21   | 2015年1月1日   | 元旦新希望                     | 王顺风、洪金枝、洪顺水、王玉叶                         |
| 22   | 2015年1月1日   | TAXI DRIVER最怕什么？2         | 林志高                                                 |
| 23   | 2015年1月8日   | TAXI DRIVER最怕什么？3         | 林志高                                                 |
| 24   | 2015年1月8日   | TAXI DRIVER之好孕 = 好运       | 林志高                                                 |
| 25   | 2015年1月15日  | 钱不够用!                      |                                                        |
| 26   | 2015年1月15日  | Hipster!                       | 李伟良、王顺风、洪金枝、张天成                         |
| 27   | 2015年1月15日  | 看房子3                        | 洪顺水                                                 |
| 28   | 2015年1月22日  | TAXI DRIVER最怕什么？4         | 林志高                                                 |
| 29   | 2015年1月22日  | 鸡同鸭讲                       | 王顺风、洪金枝                                         |
| 30   | 2015年1月22日  | 追星的代价                     | 王玉叶                                                 |
| 31   | 2015年1月29日  | Made In Singapore              | 张天成、王顺风、李伟良                                 |
| 32   | 2015年1月29日  | 麻烦来了                       | 洪金枝、李伟良、王顺风                                 |
| 33   | 2015年1月29日  | 网络陷阱                       |                                                        |
| 34   | 2015年2月5日   | 万能手机                       | 洪金枝、王玉叶、Viveka                                 |
| 35   | 2015年2月5日   | 电话促销                       | 张天成、王顺风、洪顺水                                 |
| 36   | 2015年2月5日   | STRESS! STRESS!                | 洪顺水、林志高                                         |
| 37   | 2015年2月12日  | 男追女必杀技                   | 王顺风                                                 |
| 38   | 2015年2月12日  | 花之情人                       | 王玉叶                                                 |
| 39   | 2015年2月12日  | Go Away烂桃花                  | 王玉叶                                                 |
| 40   | 2015年2月20日  | 恭喜发财 红包拿来              |                                                        |
| 41   | 2015年2月20日  | 嘻嘻哈哈过新年                 |                                                        |
| 42   | 2015年2月20日  | 新年禁忌                       | 李伟良、洪姗姗、Viveka                                 |
| 43   | 2015年2月27日  | 情伤疗法                       |                                                        |
| 44   | 2015年2月27日  | 我要唱歌                       | 王玉叶、刘媚媚、洪金枝                                 |
| 45   | 2015年2月27日  | 自言自语                       | 王顺风、洪金枝、鸡蛋婆                                 |
| 46   | 2015年3月6日   | 人人都有明星梦1                | 王玉叶、洪金枝、洪顺水                                 |
| 47   | 2015年3月6日   | 女人你最大                     |                                                        |
| 48   | 2015年3月6日   | 元宵快乐                       | 洪达明、刘媚媚                                         |
| 49   | 2015年3月13日  | 人人都有明星梦2                | 王玉叶、洪金枝、洪顺水                                 |
| 50   | 2015年3月13日  | 人才招聘                       | 洪金枝、张天成                                         |
| 51   | 2015年3月13日  | 客人来1                        | 洪达明、王玉叶                                         |
| 52   | 2015年3月20日  | 突然停电                       | 李伟良、洪姗姗、Viveka                                 |
| 53   | 2015年3月20日  | 天天开心                       |                                                        |
| 54   | 2015年3月20日  | 整人行动                       | 洪顺水、王玉叶                                         |
| 55   | 2015年3月27日  | 神飘侠侣                       | 王顺风、陈美珍                                         |
| 56   | 2015年3月27日  | 爱的距离                       | 李伟良、洪金枝                                         |
| 57   | 2015年3月27日  | 拯救失眠                       | 洪顺水、王玉叶                                         |
| 58   | 2015年4月3日   | 什么女人不能娶？               | 王顺风、张天成                                         |
| 59   | 2015年4月3日   | ‘疑’人节                       | 王玉叶                                                 |
| 60   | 2015年4月3日   | 相亲男女3                      | 林志高                                                 |
| 61   | 2015年4月10日  | 拒绝借钱                       | 张天成                                                 |
| 62   | 2015年4月10日  | 相亲男女4                      | 林志高                                                 |
| 63   | 2015年4月10日  | 回魂夜                         | 王玉叶、洪姗姗、张天成                                 |
| 64   | 2015年4月17日  | 情侣档                         | 洪金枝                                                 |
| 65   | 2015年4月17日  | 师奶的Keep Fit绝技             | 刘媚媚、王玉叶                                         |
| 66   | 2015年4月17日  | 人不可貌相                     | 洪顺水、王玉叶                                         |
| 67   | 2015年4月24日  | 劳工万岁                       |                                                        |
| 68   | 2015年4月24日  | 我要出名！                     | 王玉叶、洪顺水                                         |
| 69   | 2015年4月24日  | 信用破产                       | 王顺风、张天成                                         |
| 70   | 2015年5月1日   | 无品租客                       | 李伟良、张天成                                         |
| 71   | 2015年5月1日   | 男人的魅力                     | 张天成、洪顺水、洪金枝                                 |
| 72   | 2015年5月1日   | 客人来2                        | 洪金枝、王玉叶                                         |
| 73   | 2015年5月8日   | 妈妈老了                       | 刘媚媚、洪金枝、王玉叶                                 |
| 74   | 2015年5月8日   | 跟着电视剧拍拖                 | 王顺风、陈美珍                                         |
| 75   | 2015年5月8日   | 全能儿童                       | 李伟良、Viveka                                         |
| 76   | 2015年5月15日  | 什么样的男人不能嫁？           | 刘媚媚、洪金枝                                         |
| 77   | 2015年5月15日  | 逼婚                           | 洪金枝、王顺风                                         |
| 78   | 2015年5月15日  | 浪漫约会                       | 王顺风、陈美珍、王玉叶                                 |
| 79   | 2015年5月22日  | 喝咖啡                         | 王顺风                                                 |
| 80   | 2015年5月22日  | 灾难来了                       | 刘媚媚、王顺风                                         |
| 81   | 2015年5月22日  | 客人来3                        | 洪金枝、王顺风                                         |
| 82   | 2015年5月29日  | 夜生活                         | 洪顺水、刘媚媚                                         |
| 83   | 2015年5月29日  | 为机疯狂                       | 王玉叶、洪金枝                                         |
| 84   | 2015年5月29日  | 小心坏人                       | Viveka、洪姗姗、李伟良                                 |
| 85   | 2015年6月5日   | 鸡同鸭讲2                      | 洪金枝                                                 |
| 86   | 2015年6月5日   | 男人最怕                       | 洪顺水、王顺风                                         |
| 87   | 2015年6月5日   | 嫁有钱人                       | 王玉叶                                                 |
| 88   | 2015年6月12日  | 治疗感冒的小贴士               | 王玉叶、王顺风                                         |
| 89   | 2015年6月12日  | 好女要当兵                     | 洪姗姗、王玉叶                                         |
| 90   | 2015年6月12日  | 上夜店                         | 王玉叶、王顺风                                         |
| 91   | 2015年6月19日  | 女人最怕                       | 洪姗姗、王玉叶                                         |
| 92   | 2015年6月19日  | 端午节快乐                     | 李伟良、洪姗姗、Viveka                                 |
| 93   | 2015年6月19日  | 父亲节特备                     | 洪达明、王玉叶                                         |
| 94   | 2015年6月26日  | 迟到借口                       | 洪顺水、王玉叶                                         |
| 95   | 2015年6月26日  | 恋爱必胜                       | 洪金枝、王玉叶                                         |
| 96   | 2015年6月26日  | 女人最美的瞬间...              | 王顺风、洪金枝、陈美珍                                 |
| 97   | 2015年7月3日   | 霸王驾到                       | 刘媚媚、洪金枝                                         |
| 98   | 2015年7月3日   | 命中注定                       | 洪顺水、王玉叶、王顺风                                 |
| 99   | 2015年7月3日   | 健身男女                       | 王玉叶、王顺风                                         |
| 100  | 2015年7月10日  | The Customer Is Always Right?! | 李伟良、洪金枝                                         |
| 101  | 2015年7月10日  | 爱。手机                       | 王玉叶、王顺风、刘媚媚、王顺风                         |
| 102  | 2015年7月10日  | 最后·时光                      | 王顺风、陈美珍、王玉叶、洪顺水、洪金枝、洪达明、刘媚媚 |

## 轶事
- 此剧是洪凌、张鈞淯及孙欣佩首部参演的电视剧，也是李家慶首部参演的新加坡电视剧。
- 此剧是徐彬首次以双重角色登场。
- 此剧是王樂妍继《阿娣》、《花样人间》后第三部参演的新加坡电视剧。
- 此剧是蔡平开继《芝麻绿豆》后再度以同样的姿势饰演「二姑」。

## 与实际不合之处
- 故事人洪荣狄向《我报》表示，随着大选脚步越来越近，此剧虽然已完成255集剧本，如果大选是坊间所预期的9月，剧组需要拿回来重新写，把大选话题放进去，导演、演员重新再拍。[2]大选日期最后已敲定，9月1日为提名日，9月2日至9日为竞选期，9月11日则定为投票日。大选话题在本剧第225集（2015年9月7日），「洪姗姗」、「王顺风」提起。但由于本剧已在那时候暂停播出六次，如果本剧没受到停播影响，第225集会在8月28日播出，而大选话题包含的竞选直播节目，比实际中发生还来得早。
- 在最后一期里，「洪达明」铁镐文稿指出，咖啡店将暂时关闭已进行翻新工作，2015年10月16日，也就是大结局播出的时候，会是咖啡店翻新前的最后一天营业，但由于此剧已暂停播出五次，咖啡店翻新前的最后一天营业应该在2015年10月9日。其实，由于事发在本剧发生约两个月后，咖啡店应该在比10月后还要迟关闭。

## 奖项
此剧在红星大奖2016里10项奖项入围中11次提名。此剧也是五部“最佳电视剧”兼“最佳主题曲”的入围作品之一，连同《起飞》、《志在四方II》、《信约：我们的家园》及《虎妈来了》。此剧也入围每项演技奖。目前，此剧赢得唯一入围的专业技术奖项——“最佳戏剧布景设计”。
| 奖项                         | 奖项                      | 奖项   | 奖项 |
| 颁奖典礼                     | 奖项                      | 入围者 | 结果 |
| ---------------------------- | ------------------------- | ------ | ---- |
| 红星大奖2016之幕后英雄颁奖礼 | 最佳戏剧布景设计          | 何福春 | 獲獎 |
| 红星大奖2016 上半场          | 常青演绎奖                | 陈天文 | 提名 |
| 红星大奖2016 下半场          | 最佳主题曲 (《够力够力》) | 梁智强 | 提名 |
| 红星大奖2016 下半场          | 青苹果奖                  | 孙艺恩 | 提名 |
| 红星大奖2016 下半场          | 最佳男配角                | 陈天文 | 提名 |
| 红星大奖2016 下半场          | 最佳女配角                | 沈惠怡 | 提名 |
| 红星大奖2016 下半场          | 最佳女配角                | 黄思恬 | 提名 |
| 红星大奖2016 下半场          | 最佳男主角                | 陈汉玮 | 提名 |
| 红星大奖2016 下半场          | 最佳女主角                | 雅慧   | 提名 |
| 红星大奖2016 下半场          | 最佳电视剧                |        | 提名 |
| 红星大奖2016 庆功宴          | 最喜爱女角色              | 洪凌   | 提名 |

## 同时期竞争节目
- 三立台灣台-《新戏说台灣》- 周一至五：晚上7点30分至8点
- 三立台灣台-《世間情》- 晚上8点至10点30分
- 三立台灣台-《甘味人生》- 周一至四：晚上8点至10点30分
周五：晚上8点至10点15分
- 民视无线台-《龍飛鳳舞 (電視劇)》- 周一至四：晚上8点至10点30分
周五：晚上8点至10点15分
- 民视无线台-《嫁妝 (電視劇)》- 周一至四：晚上8点至10点30分
周五：晚上8点至10点15分

## 注明
1. ↑  . My Paper 我报. 2015年6月11日  [2015年6月11日]. （原始内容存档于2015年6月11日）.
2. ↑  . My Paper 我报. 2015年8月25日  [2015年11月21日]. （原始内容存档于2015年11月21日）.

## 電視節目的變遷
| 新加坡新傳媒8頻道 星期一至五 19:30 - 20:00 2015年3月23日 - 27日停播（李光耀逝世，播出关于李光耀的精选） 2015年9月1日停播（播放新加坡竞选节目） 2015年9月11日 19:00 - 20:00 （两集联播） | 新加坡新傳媒8頻道 星期一至五 19:30 - 20:00 2015年3月23日 - 27日停播（李光耀逝世，播出关于李光耀的精选） 2015年9月1日停播（播放新加坡竞选节目） 2015年9月11日 19:00 - 20:00 （两集联播） | 新加坡新傳媒8頻道 星期一至五 19:30 - 20:00 2015年3月23日 - 27日停播（李光耀逝世，播出关于李光耀的精选） 2015年9月1日停播（播放新加坡竞选节目） 2015年9月11日 19:00 - 20:00 （两集联播） |
| --- | --- | --- |
| | 118 （2014.10.20 - 2015.10.16） | |
| 封神英雄榜 （2014.07.04 - 2014.10.16） （19:00 - 20:00） | 人生无所畏 （2015.10.19 - ） | |
| 马来西亚Astro AEC、Astro AEC HD 星期一至五 15:30 - 16:00 Astro AEC HD 11月17日开始启播 2015年2月19日 - 20日停播（新年停播） 2015年9月起，星期一至六 15:30 - 16:00                       | | |
| 新时段 | 118 （2014.11.03 - 2015.10.17） | 人生无所畏 （2015.10.19 - ） |
| 马来西亚 NTV7 星期一至五 18:00 - 19:00 2016.01.01 停播一集 2016年1月5日起改為星期一至四                                                                                                 | | |
| 警徽天職3 (2015.11.30-2016-01-04) | 118 （2016.01.05- 2016.08.22） | 心迷 （2016.08.23- 2016.10.01） |